# کریستال های زمان پیمای زیستی
کریستال‌های زمان‌پیمای زیستی (Biological Time Crystals)
کریستال‌های زمان‌پیمای زیستی (Biological Time Crystals) ساختارها یا سامانه‌هایی در زیست‌شناسی هستند که رفتار تکرارشونده و دوره‌ای در زمان نشان می‌دهند بدون اینکه انرژی مداوم دریافت کنند. این پدیده از مفهوم «کریستال زمان» در فیزیک الهام گرفته شده و به تازگی در سیستم‌های زیستی مشاهده شده است.

## معرفی
کریستال‌های زمان (Time Crystals) ابتدا در فیزیک ماده چگال مطرح شدند و به سیستم‌هایی گفته می‌شود که رفتار دوره‌ای در زمان دارند بدون اینکه انرژی اضافه‌ای دریافت کنند. نمونه‌های زیستی از این پدیده، به عنوان «کریستال‌های زمان‌پیمای زیستی» شناخته می‌شوند که در سیستم‌های سلولی و مولکولی مشاهده شده‌اند و می‌توانند در تنظیم ساعت‌های زیستی و فرآیندهای زمان‌بندی سلولی نقش داشته باشند.

## ویژگی‌ها
| ویژگی        | توضیح                                                 |
| ------------ | ----------------------------------------------------- |
| رفتار دوره‌ای | تکرار منظم در زمان با دوره زمانی مشخص                 |
| غیرتعادلی    | سیستم در حالت غیرتعادلی قرار دارد و انرژی مصرف نمی‌کند |
| اهمیت زیستی  | تنظیم ساعت زیستی و هماهنگی فرآیندهای سلولی            |

## کاربردها و اهمیت زیستی
کریستال‌های زمان‌پیمای زیستی می‌توانند به درک بهتر مکانیسم‌های ساعت زیستی، تنظیم چرخه سلولی و فرآیندهای همزمان در سلول‌ها کمک کنند. همچنین این ساختارها می‌توانند در توسعه فناوری‌های پزشکی و بیوانفورماتیک نقش داشته باشند.

## تحقیقات و کشفیات اخیر
مطالعات اخیر نشان داده‌اند که برخی پروتئین‌ها و سیستم‌های مولکولی در سلول‌ها می‌توانند رفتار کریستال زمان را نشان دهند. پژوهش‌ها در حال بررسی این پدیده در بافت‌ها و ارگانیسم‌های زنده هستند و تلاش می‌کنند کاربردهای آن را در زیست‌فناوری و درمان بیماری‌ها توسعه دهند.